# Los Andes (Chile)
Los Andes ist eine Stadt in Chile in der Region V Valparaíso. Sie hat 66.708 Einwohner (Stand 2017).

## Geographie
Los Andes liegt 70 km nördlich von Santiago de Chile. In ihrer Nähe liegt der höchste Berg Südamerikas, der Aconcagua.

## Geschichte
Der Ort wurde 1791 als Santa Rosa de los Andes gegründet und erhielt 1865 Stadtrechte und wurde dabei in Los Andes umbenannt. 1887 wurde die Stadt von einer verheerenden Cholera-Epidemie heimgesucht. 

## Wirtschaft
Die Stadt ist ein wichtiges wirtschaftliches Zentrum, da sie eine direkte Straßenverbindung zur argentinischen Großstadt Mendoza hat. Von 1973 bis 2004 wurden hier von Automotores Franco Chilena Fahrzeuge hergestellt.
Aufgrund des günstigen Klimas spielt die Landwirtschaft um Los Andes eine wichtige Rolle.

## Tourismus
Aufgrund der Nähe zu den Anden ist Los Andes eine wichtige Zwischenstation zu den Ski-Gebieten. Wenige Kilometer vom Stadtzentrum entfernt gibt es ein Thermalbad in einem privaten Hotelkomplex. Die Therme ist auch für Tagesgäste zugänglich und besteht aus Innen- und Außenbecken. Südlich der Stadt liegt der Nationalpark La Campana mit seinen Palmenwäldern.

## Söhne und Töchter der Stadt
- Laura Rodig (1901–1972), Bildhauerin und Malerin
- Arturo Farías (1927–1992), Fußballspieler
- Juan Díaz Fleming (* 1937), Bildhauer
- Manuel Saavedra (1941–2011), Fußballspieler
- Efraín Santander (* 1941), Fußballspieler
- Pablo Galdames (* 1974), Fußballspieler
- Raúl Palacios (* 1976), Fußballspieler
- Juan Córdova (* 1995), Fußballspieler